# فیونا گیلیس
فیونا گیلیس (انگلیسی: Fiona Gillies؛ زادهٔ ۱۹ ژوئن ۱۹۶۶) بازیگر اهل بریتانیا است.
از فیلم‌ها یا برنامه‌های تلویزیونی که وی در آن نقش داشته‌است، می‌توان به طبابت در پیک، تلفات، شهر هالبی، خیابان کورونیشن، فرانکنشتاین و از شوخی گذشته اشاره کرد.